# هکتور انریکه
[[پرونده:|بندانگشتی|]]
هکتور آدولفو انریکه (زاده ۲۶ آوریل ۱۹۶۲ در لانوس، آرژانتین) یک فوتبالیست بازنشسته آرژانتینی است که به عنوان هافبک و دستیار مربی تیم ملی آرژانتین فعالیت داشت. وی در جام جهانی ۱۹۸۶ و در کوپا آمریکا ۱۹۸۹ برای تیم ملی کشورش بازی کرد و در این مسابقات آرژانتین را در قهرمانی همراهی کرد.
وی در حال حاضر دستیار مربی در باشگاه الوصل در لیگ برتر امارات است.

## افتخارات

### باشگاهی
ریورپلاته
- لیگ برتر: ۱۹۸۵–۸۶، ۱۹۸۹–۹۰
- جام بین قاره‌ای: ۱۹۸۶
- کوپا لیبرتادورس: ۱۹۸۶
- کوپا اینترامریکانا: ۱۹۸۶

### ملی
آرژانتین
- جام جهانی فوتبال: ۱۹۸۶